# 真珠塘鳢
真珠塘鳢（学名：Giuris margaritacea）为真珠塘鳢属的唯一一个种。该物种分布于非洲至大洋洲，包括马达加斯加至新几内亚、澳大利亚和美拉尼西亚其他岛屿。

## 扩展阅读
- 維基物種上的相關：真珠塘鱧属
- WoRMS数据：http://www.marinespecies.org/aphia.php?p=taxdetails&id=296689 （页面存档备份，存于）